# Комиссия международного правосудия и отчётности
Коми́ссия междунаро́дного правосу́дия и отчётности (КМПО; англ. Commission for International Justice and Accountability, CIJA) — некоммерческая негосударственная организация, направленная на «достижение справедливости» посредством расследований, для предотвращения потери или изменения основной информации, которая может понадобится для остановки «безнаказанности» как на внутрегосударственном, так и на межгосударственном уровне.
КМПО стремится расширить возможности достижения справедливости для «уязвимых» групп людей, подвергшихся разным типам правонарушений, таких как: военные преступления, преступления против человечества, геноцид, терроризм, торговлю людьми, и незаконный ввоз мигрантов..